# Dotan
Dotan, artiestennaam van Dotan Harpenau (Jeruzalem, 26 oktober 1986), is een Nederlands singer-songwriter.

## Biografie

### Jeugd
Dotan werd als jongste zoon van kunstschilderes Patty Harpenau geboren in Jeruzalem en groeide op in Amsterdam.
In juli 2005 kwam hij op 18-jarige leeftijd in het nieuws omdat hij zijn middelbare school, het Goois Lyceum, voor de kortgedingrechter daagde. Hij verloor de rechtszaak, die draaide om een door Dotan betwiste examenuitslag.

### Loopbaan
Eind 2009 benaderde hij producers Martin Terefe en Sacha Skarbek. Hierop kreeg hij een uitnodiging om met hen in Londen te gaan werken.
Begin 2010 tekende hij een contract bij EMI Group. Dit resulteerde in opnames voor zijn debuutalbum Dream parade in Los Angeles dat uitkwam op 20 mei 2010. De eerste single van dit album was het nummer This town. Daarmee verkoos radiostation 3FM hem tot 3FM Serious Talent. De single werd op 27 maart uitgeroepen tot 3FM Megahit. Het album was cd van de week op 3FM en 3voor12, en werd ook in zijn geboorteland Israël uitgebracht. De tweede single Where we belong werd gekoppeld aan een campagne van Amnesty International, waarvoor hij naar Nigeria ging om op te treden. De bijbehorende clip werd 300.000 keer bekeken op YouTube maar flopte in de hitlijsten. Een derde single haalde de hitlijsten niet.
Dotan bleef in 2011 vijf maanden lang op de eerste plaats van Serious Talent staan en werd genomineerd voor de Serious Talent Award 2011. In 2012 trad hij op in het voorprogramma van Gavin DeGraw in onder meer de Melkweg en De Oosterpoort. Twee maanden later, op 17 april 2012, verzorgde hij het voorprogramma van Sinéad O'Connor in Paradiso.
Op 31 januari 2014 kwam zijn tweede studioalbum 7 Layers uit, dat werd gepresenteerd in Paradiso. Dit betrof een eigen productie. Het album kwam binnen op nummer 2 van de Album Top 100. De eerste single ervan was Fall, die op 17 januari verscheen. Het nummer Home II werd gebruikt voor de televisiereclamespot van energiebedrijf Qurrent. Als tweede single van zijn album werd Home uitgebracht, dat door Coen en Sander werd uitgeroepen tot SuperCrazyTurboTopHit. De week erna was het nummer de 3FM Megahit, en zes weken later de Alarmschijf op Radio 538. De single behaalde de tweede plaats in de Nederlandse Top 40 en werd een nummer 1-hit in Vlaanderen. Home was tevens de hoogste binnenkomer in de Top 2000 van 2014.
Het album 7 Layers verkocht meer dan 20.000 exemplaren en Dotan ontving hiervoor op 25 augustus 2014 een gouden plaat tijdens het televisieprogramma RTL Late Night. Het album bleef uiteindelijk 169 weken in de Album Top 100 genoteerd staan en is daarmee een van de meest succesvolle albums ooit in Nederland. Ook in Vlaanderen was 7 Layers een groot succes. Het album behaalde bescheiden noteringen in Duitsland en Wallonië. 
In september 2014 speelde hij Home tijdens het nationale herdenkingsconcert The Bridge to Liberation in Arnhem. Dotan toerde vanaf maart 2015 door Europa en trad daarbij onder meer op op festivals als Pinkpop en Rock Werchter. Op 21 december gaf hij een afsluitend concert in de Ziggo Dome.
Een jaar nadat hij in opspraak kwam wegens nepaccounts bracht hij in mei 2019 het nummer Numb uit, in het nummer refereert hij aan de ophef. Het album Satellites verscheen in 2021.
In oktober 2024 werd het op dat moment tien jaar oude Home een nummer 1-hit in Canada, nadat Dotan optrad in het tv-programma En direct de l’univers. Diezelfde maand kwam zijn album A little light in the dark uit. Ook startte hij een tour met shows in Nederland, Duitsland, België, Italië, Engeland en Zwitserland.

### In opspraak wegens nepaccounts
De Volkskrant publiceerde in april 2018 na eigen onderzoek dat er vanaf 2011 op grote schaal gebruik was gemaakt van internetsokpoppen om de beeldvorming van de zanger op social media te manipuleren. De onderzoeksjournalisten berichtten dat van ruim 140 accounts op sociale media die zich voordeden als fans van Dotan, was gebleken dat ze nep waren. Dit was bijvoorbeeld het geval met een aangrijpend verhaal over een ontmoeting die er zou zijn geweest tussen Dotan en een terminale leukemiepatiënt. Ook allerlei negatieve reacties aan het adres van andere artiesten zoals Iris Kroes, Douwe Bob, Nielson en Marco Borsato, waren van deze fictieve personen afkomstig. Ook werd de Nederlandstalige Wikipediapagina van de zanger herhaaldelijk aangepast met promotionele teksten, mede door accounts die gelinkt waren aan zijn management. Het onderzoek was in augustus 2017 gestart, naar aanleiding van publieke twijfel over een ontmoeting met een fan in een vliegtuig waarover Dotan twitterde; een verhaal dat destijds viraal ging en door meerdere grote bladen was opgepikt.
Zelf ontkende Dotan in het artikel betrokkenheid bij de accounts, maar zei ervoor open te staan om zijn socialemediaprofielen op te schonen. Twee dagen later gaf hij in filmpje op Facebook alsnog toe dat hij achter een aantal nepaccounts zat. Een jaar later gaf hij op Facebook aan door de ophef het moeilijkste jaar uit zijn leven beleefd te hebben.

## Prijs
Op 21 september 2015 ontving Dotan de Gouden Notekraker in de categorie muziek.

## Hitnoteringen

### Albums
| Album met eventuele hitnotering(en) in de Nederlandse Album Top 100 | Datum van verschijnen | Datum van binnenkomst | Hoogste positie | Aantal weken | Opmerkingen |
| ------------------------------------------------------------------- | --------------------- | --------------------- | --------------- | ------------ | ----------- |
| Dream Parade                                                        | 20-05-2011            | 21-05-2011            | 55              | 2            |             |
| 7 Layers                                                            | 31-01-2014            | 08-02-2014            | 1(1wk)          | 169          | 2x Platina  |
| Satellites                                                          | 2021                  | 05-06-2021            | 14              | 1            |             |
| A Little Light in the Dark                                          | 2024                  | 02-11-2024            | 100             | 1            |             |

| Album met hitnotering(en) in de Vlaamse Ultratop 200 albums | Datum van verschijnen | Datum van binnenkomst | Hoogste positie | Aantal weken | Opmerkingen |
| ----------------------------------------------------------- | --------------------- | --------------------- | --------------- | ------------ | ----------- |
| 7 Layers                                                    | 2014                  | 12-07-2014            | 7               | 104          |             |
| Satellites                                                  | 2021                  | 05-06-2021            | 80              | 1            |             |

### Singles
| Single met eventuele hitnotering(en) in de Nederlandse Top 40 | Datum van verschijnen | Datum van binnenkomst | Hoogste positie | Aantal weken | Opmerkingen                                          |
| ------------------------------------------------------------- | --------------------- | --------------------- | --------------- | ------------ | ---------------------------------------------------- |
| This Town                                                     | 02-2011               | 09-04-2011            | 29              | 4            | Nr. 20 in de Single Top 100                          |
| Where We Belong                                               | 2011                  | 03-09-2011            | tip8            | -            | Nr. 90 in de Single Top 100                          |
| Tell a Lie                                                    | 2011                  | 03-12-2011            | tip19           | -            |                                                      |
| Fall                                                          | 2014                  | 22-02-2014            | tip9            | -            | Nr. 60 in de Single Top 100                          |
| Home                                                          | 25-04-2014            | 24-05-2014            | 2               | 25           | Nr. 3 in de Single Top 100 / Alarmschijf 2x Platina  |
| Fall                                                          | 2014                  | 11-10-2014            | 29              | 7            | Re-entry / Nr. 52 in de Single Top 100 / Alarmschijf |
| Hungry                                                        | 2015                  | 14-03-2015            | 12              | 22           | Nr. 24 in de Single Top 100 / Goud                   |
| Let the River In                                              | 2015                  | 26-09-2015            | 31              | 8            | Nr. 53 in de Single Top 100                          |
| Shadow Wind                                                   | 2016                  | 13-08-2016            | 25              | 5            | Nr. 88 in de Single Top 100 / Alarmschijf            |
| Bones                                                         | 2017                  | 03-06-2017            | tip10           | -            |                                                      |
| Numb                                                          | 29-05-2019            | 08-06-2019            | 20              | 11           |                                                      |
| Letting Go                                                    | 2019                  | 07-09-2019            | tip6            | -            |                                                      |
| Bleeding                                                      | 2020                  | 15-02-2020            | tip10           | -            |                                                      |
| No Words                                                      | 2020                  | 30-05-2020            | tip19           | -            |                                                      |
| There Will Be a Way                                           | 06-11-2020            | 23-01-2021            | 26              | 5            |                                                      |
| Mercy                                                         | 2021                  | 17-04-2021            | tip14           | 7            |                                                      |
| Diamonds in My Chest                                          | 2023                  | 23-09-2023            | tip9            | 6            |                                                      |
| Louder                                                        | 2024                  | 27-01-2024            | tip21           | 9            |                                                      |

| Single met hitnotering(en) in de Vlaamse Ultratop 50 | Datum van verschijnen | Datum van binnenkomst | Hoogste positie | Aantal weken | Opmerkingen                           |
| ---------------------------------------------------- | --------------------- | --------------------- | --------------- | ------------ | ------------------------------------- |
| Home                                                 | 2014                  | 12-07-2014            | 1(3wk)          | 34           | Nr. 20 in de Radio 2 Top 30 / Platina |
| Fall                                                 | 2014                  | 22-11-2014            | tip6            | -            |                                       |
| Hungry                                               | 2015                  | 21-02-2015            | 5               | 20           |                                       |
| Let the River In                                     | 2015                  | 27-02-2016            | tip             | -            |                                       |
| Shadow Wind                                          | 2016                  | 13-08-2016            | tip24           | -            |                                       |
| Bones                                                | 2017                  | 17-06-2017            | tip             | -            |                                       |
| Numb                                                 | 2019                  | 15-06-2019            | tip6            | -            |                                       |

### NPO Radio 2 Top 2000
| Nummers met noteringen in de NPO Radio 2 Top 2000 | '14  | '15  | '16  | '17  | '18 | '19 | '20  | '21  | '22  | '23  | '24 |
| ------------------------------------------------- | ---- | ---- | ---- | ---- | --- | --- | ---- | ---- | ---- | ---- | --- |
| Fall                                              | 1579 | 780  | 1794 | -    | -   | -   | -    | -    | -    | -    | -   |
| Home                                              | 82   | 32   | 82   | 205  | 796 | 973 | 1110 | 1436 | 1637 | 1618 | 901 |
| Hungry                                            | ×    | 1412 | 1137 | -    | -   | -   | -    | -    | -    | -    | -   |
| Let the River In                                  | ×    | 1097 | 632  | 1304 | -   | -   | -    | -    | -    | -    | -   |

1. ↑  Een '-' betekent dat het nummer niet was genoteerd, een '×' betekent dat het nummer nog niet was uitgebracht en een vetgedrukt getal geeft de hoogste notering van een nummer aan.
2. ↑  2014 was het eerste jaar met een notering voor Dotan.

- Gemeinsame Normdatei: 1071870831
- International Standard Name Identifier: 0000 0001 3327 7979
- Library of Congress Control Number: no2021057968
- MusicBrainz: d4be6874-2e8c-459a-972a-5293dded219e
- Nationale Bibliotheek van Israël: 987008983470605171
- Virtual International Authority File: 315972141